# Хаггетт, Сью
Сьюзан (Сью) Хаггетт (англ. Susan (Sue) Huggett, 29 июня 1954, Булавайо, Южная Родезия) — зимбабвийская хоккеистка (хоккей на траве), полевой игрок. Олимпийская чемпионка 1980 года.

## Биография
Сью Хаггетт родилась 29 июня 1954 года.
Играла в хоккей на траве за «Олд Харарианс» из Солсбери.
В 1980 году вошла в состав женской сборной Зимбабве по хоккею на траве на летних Олимпийских играх в Москве и завоевала золотую медаль. Играла в поле, провела 4 матча, мячей не забивала.
В середине 80-х годах перебралась в Мельбурн, где работала бухгалтером.